# 194 aC
El 194 aC va ser un any del calendari romà prejulià. Durant la República i l'Imperi Romà, era conegut com a any del consolat d'Escipió Africà i Llong  (o, més rarament, any 560 ab urbe condita o de la fundació de la ciutat). L'ús del nom «194 aC» per referir-se a aquest any es remunta a l'alta edat mitjana, quan el sistema Anno Domini va ser el mètode de numeració dels anys més comú a Europa.

## Esdeveniments

### Antiga Grècia
- Tit Quinti Flaminí rep l'ordre del Senat d'evacuar Grècia. Convoca una assemblea a Corint a la primavera i s'acomiada. El seu darrer acte és la compra i manumissió dels romans que havien estat fets presoners durant la Segona Guerra Púnica i havien estat venuts a Grècia. A la seva tornada a Roma celebra un triomf magnífic que dura tres dies.[2]

### Antiga Roma
- Aquest any són elegits cònsols Publi Corneli Escipió Africà i Tiberi Semproni Llong.[3]
- Semproni Llong envaeix el territori dels bois amb un exèrcit consular de quatre legions. El cap dels gals, Boíorix, munta un campament en camp obert per desafiar l'exèrcit romà en una batalla. Intimidat pel nombre i la confiança dels gals, Semproni Llong demana ajuda a Escipió.[4]
- Batalla de Placència. Els bois ataquen el campament romà, i les legions tenen dificultats per la defensa i no poden atacar en formació. Boíorix envia un grup de gals que trenquen les defenses, entren al campament de Llong i maten al qüestor, a tres prefectes i a més de dos-cents homes. Per fi són expulsats. Els romans en aquesta batalla perden 5.000 homes i afirmen que han matat 11.000 bois. Els gals es retiren a la part oposada del seu país, i els romans no els poden perseguir entre els boscos i els aiguamolls. Semproni va a Placència. Segons Titus Livi, Escipió uneix les seves forces amb les del seu col·lega i saquegen Ligúria i el país dels bois. Però també diu que Escipió va a Roma a celebrar eleccions i no va fer cap acte destacat.[5]
- Es funda una colònia romana a Sipontum, i al mateix temps dues més a Salernum i a Buxèntum.[6]
- Cató el Censor torna a Roma després de pacificar Hispània, on s'havien aixecat els ibers, a la Revolta Ibera de l'any 197 aC. Celebra un gran triomf.[7]

## Necrològiques
- Eratòstenes, filòsof i poeta, bibliotecari de la Biblioteca d'Alexandria (data probable). Al final de la seva vida, perd la vista per una malaltia freqüent a la vall del Nil i mor de fam per voluntat pròpia. Té uns 81 o 82 anys.[8]